# Мовсес Каганкатваци
Мовсе́с Каганкатваци́ (арм. Մովսես Կաղանկատվացի) Мовсе́с Каланкатуаци́ (др.-арм. Մովսէս Կաղանկատուացի  (Movsēs Kałankatuacʻi)) или Моисе́й Каланкату́йский  —  армянский историк VII века, автор «Истории страны Алуанк» — компилятивного сочинения, посвящённого средневековой истории Кавказской Албании. Ряд историков, не отрицая его принадлежности к армянской школе литературы и историографии, называют его, как автора истории Албании, также историком Албании (албанским историком). Концепция азербайджанских историков, согласно которой Каганкатваци принадлежит не армянской, а отдельной албанской литературной и историографической традиции, подвергается критике. Вопрос об этническом происхождении Каганкатваци остаётся спорным.

## Биография
Биографических данных не сохранилось. Из сообщения самого Мовсеса Каганкатваци известно, что он был уроженцем села Каланкатуйк в области Утик, от названия которого и происходит его имя. Как отмечает историк А. Шагинян, вопрос этнической принадлежности автора остаётся спорным. Мнение о неоднозначности происхождения Каганкатваци высказывала в одном из своих трудов советский историк К. Тревер, не отрицавшая при этом ни принадлежности Мовсеса к армянской историографии, ни его возможного армянского происхождения. В другой своей работе Тревер склонялась к версии об албанском происхождении Каганкатваци. Российский историк А. Аликберов вслед за Камиллой Тревер полагает, что Мовсес Каганкатваци мог быть армянином или арменизированным албаном, однако находит у Каганкатваци ряд признаков, позволяющих считать его политическую самоидентификацию в большей степени албанской. Я. Манандян, основываясь на ранней рукописи 1289 года из Эчмиадзина, называл его Моисеем Утийским. Автор самого последнего перевода «Истории Страны Алуанк» на русский язык, историк и лингвист Шаварш Смбатян, подвергает критике предположения о не армянском происхождении автора «Истории страны Алуанк». Согласно ему, эти суждения не соответствуют исторической действительности, не подкреплены никакими свидетельствами и противоречат данным самого труда Мовсэса Каланкатуаци. В. Бартольд считал Каганкатваци армянином. Профессор амстердамского университета Сара Кромбах отмечает что по наиболее распространенному мнению Мовсес Каганкатваци считают армянином, поскольку тот писал по-армянски и называл себя армянином
Имел, по-видимому, церковное образование. Упоминания о Мовсесе Каганкатваци встречаются у армянских историков XII—XIV веков, таких как Мхитар Анеци, Киракос Гандзакаци и Мхитар Айриванеци.

## История страны Алуанк

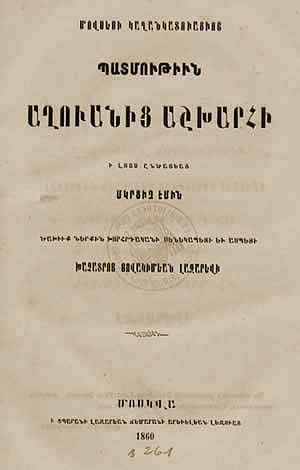
Первое издание оригинала «Истории страны Алуанк», 1860 год

Памятник региональной армянской историографии. По мнению А. П. Новосельцева, работа является частью древнеармянской литературы, но, поскольку труд посвящён Кавказской Албании, его нужно причислять и к памятникам албанской историографии, хотя определить его связь с полностью исчезнувшей литературой на албанском языке крайне трудно. Поскольку к VII в. значительная часть населения области Утик было арменизирована, свою работу Каганкатваци мог написать только на древнеармянском языке. Согласно Р. Томсону, эта работа имеет большое значение как редкое свидетельство истории, не относящейся к армянскому народу, но написанной на армянском языке. Анализ языка автора, его слога и стиля позволил некоторым исследователям заключить, что III книга была целиком написана не Мовсесом из Каланкатуйка, а другим лицом, жившим на несколько столетий позже. Этим объясняется, почему в книге полностью отсутствуют сведения, относящиеся к событиям IX века, а также тот факт, что автор ссылается на армянских историков V—VII веков Фавста Бузанда, Агафангела, Егише, Мовсеса Хоренаци, Авраама Мамиконяна и Петроса Сюнеци и при этом ни разу не упоминает ни одного армянского автора, также писавшего об Албании в VII—X веках (Иоанн Мамиконян, Шапух Багратуни, Ованес Драсханакертци, Себеос, Товма Арцруни). Его литературные модели, очевидно, — Мовсес Хоренаци и Агафангел. Мовсеса Хоренаци автор называет «отцом нашей литературы». Исходя из того, что Мовсес говорит о событиях VII века как очевидец, исследователи относят время его жизни к VII столетию. Другие исследователи, среди которых К. Патканов, М. Абегян, полагают, что Мовсес Каганкатваци жил в X веке и написал самостоятельно только III книгу «Истории страны Алуанк», а в I и II книгах он пересказал события VII века, основываясь на сведениях, заимствованных у Мовсеса Хоренаци, Егише, из армянской житийной литературы, посланий и канонов.
Труд иногда полностью или частично приписывается автору X века Мовсесу Дасхуранци. В работах более ранних армянских авторов, не упоминается имя автора «История страны Алуанк», однако в начале XIII века Мхитар Гош автором называет Мовсеса Дасхуранци. Самая ранняя сохранившаяся рукопись сочинения, также датируемая XIII веком (1289), не содержит имени автора; как и другие рукописи. Самая ранняя рукопись, носящая имя Мовсеса Каланкатуаци, — это рукопись, скопированная писцом Лункианосом в 1761 году. 
Впервые в русском переводе «История страны Алуанк» вышла в 1861 году под названием «История агван» в переводе армянского историка Керопа Патканова. По мнению С. Ш. Смбатяна, который издал новый перевод в 1983 году, Патканов превратил топонимическое название страны Алуанк (арм. Աղուանք) в этноним агван.

## Мовсес Каганкатваци в азербайджанской историографии
В. А. Шнирельман отмечает, что со второй половины XX века азербайджанскими историками проводится «замена идентичности» деятелей Кавказской Албании, в том числе и Каганкатваци, который из армянского историка превращается в «албанского историка Моисея Каланкатуйского». Азербайджанские исследователи отрицают армянскую идентичность Каганкатваци, а его «Историю» полагают изначально написанной на кавказско-албанском, а потом переведённой на армянский язык (см. Ревизионистские концепции в азербайджанской историографии). По этому поводу А. П. Новосельцев пишет:
Однако утверждение о существовании албанского оригинала труда Мовсеса Каланкатваци ничем не доказано. Так что мы имеем дело только с древнеармянским текстом этого источника.
Французский востоковед Жан-Пьер Маэ также отмечает, что нет никаких оснований считать памятник переводом с местного языка. Кавказские албаны, в отличие от соседних армян и грузин, так и не разработали свою собственную историографию. Это же пишет Яна Чехановец. Американский историк K. Максудян отмечает, что нет никаких доказательств того, что работа является переводом с кавказско-албанского языка.